# C* 대수
함수해석학에서 C* 대수(시스타 대수, 영어: C*-algebra)는 대합 대수와 복소수 바나흐 대수의 구조를 서로 호환되게 갖춘 수학 구조이다.

## 정의
C* 대수의 개념은 다양한 방법으로 정의될 수 있다.
- 추상적으로, 복소수 대합 대수와 복소수 바나흐 대수의 구조가 서로 호환되게 주어진 복소수 벡터 공간으로 여길 수 있다.
- 사실, 복소수 바나흐 공간 구조는 복소수 대합 대수 구조로부터 정의될 수 있다. 따라서, C* 대수를 순수하게 대수학적으로 특별한 꼴의 복소수 대합 대수로 정의할 수 있다.
- 구체적으로, 복소수 힐베르트 공간 위의 유계 작용소 대수로 표현될 수 있는 복소수 바나흐 대수로 여길 수 있다. 이 정의에서, 복소수 힐베르트 공간 위의 *-표현은 C* 대수의 정의에 포함되지 않는다.

이 정의들은 모두 서로 동치이다.

### 추상적 정의
복소수 벡터 공간 {\displaystyle A} 위에 다음과 같은 두 구조가 주어졌다고 하자.
- {\displaystyle (A,^{*})}는 (복소수 켤레를 부여한) 복소수체 위의 (항등원을 갖는) 대합 대수이다. (즉, 임의의 {\displaystyle a\in A} 및 {\displaystyle \lambda \in \mathbb {C} }에 대하여 {\displaystyle (\lambda a)^{*}={\bar {\lambda }}a^{*}}이다.)
- {\displaystyle (A,\|\|)}는 복소수 바나흐 대수이다.

그렇다면, {\displaystyle (A,^{*},\|\|)}에 대하여 다음 두 조건이 서로 동치이며, 만약 {\displaystyle (A,^{*},\|\|)}가 이를 만족시킨다면 C* 대수라고 한다.
- (C* 항등식 영어: C* identity) {\displaystyle \Vert x^{*}x\Vert =\Vert x\Vert \Vert x^{*}\Vert }
- (B* 항등식 영어: B* identity) {\displaystyle \Vert x\Vert =\Vert x^{*}\Vert }

(C* 항등식이 B* 항등식을 함의하는 것은 자명하지만, 반대 방향의 함의를 증명하는 것은 자명하지 않다.)
일부 문헌에서는 C* 대수의 정의에서 항등원의 존재를 생략하기도 한다.

### 대수적 정의
(복소수 켤레를 부여한) 복소수체 위의 (항등원을 갖는) 대합 대수 {\displaystyle (A,^{*})}가 다음 조건을 만족시킨다면, C* 대수라고 한다.
- {\displaystyle a\mapsto \sup \operatorname {sp} (a^{*}a)}는 {\displaystyle A} 위의 노름을 이룬다. 즉, 다음이 성립한다.
  - 임의의 {\displaystyle a\in A}에 대하여, 스펙트럼 {\displaystyle \operatorname {sp} (a^{*}a)\subseteq \mathbb {C} }는 유계 집합이다.
  - 임의의 {\displaystyle a\in A\setminus \{0\}}에 대하여, {\displaystyle 1+\lambda a^{*}a}가 가역원이 아니게 만드는 복소수 {\displaystyle \lambda \in \mathbb {C} }가 존재한다.
  - (삼각 부등식) 임의의 {\displaystyle a,b\in A}에 대하여, {\displaystyle \sup \operatorname {sp} (a^{*}a+b^{*}b+a^{*}b+b^{*}a)\leq \sup \operatorname {sp} (a^{*}a)+\sup \operatorname {sp} (b^{*}b)}이다.
- {\displaystyle a\mapsto \sup \operatorname {sp} (a^{*}a)}는 완비 노름을 이룬다.

이 대수적 정의는 위의 정의와 동치이다. 구체적으로, C* 항등식으로부터 노름이 항상 {\displaystyle \|a\|=\sup \operatorname {sp} (a^{*}a)=\operatorname {sp} (aa^{*})}임을 보일 수 있으며, 반대로 임의의 복소수 바나흐 대수에서 {\displaystyle \operatorname {sp} (ab)\cup \{0\}=\operatorname {sp} (ba)\cup \{0\}}이므로 이는 B* 항등식을 함의한다.

### 구체적 정의
복소수 대합 대수 {\displaystyle A}의 *-표현(영어: *-representation)은 다음과 같은 데이터로 구성된다.
- 복소수 힐베르트 공간 {\displaystyle {\mathcal {H}}}
- 유계 작용소들의 복소수 바나흐 대수 {\displaystyle \operatorname {B} ({\mathcal {H}},{\mathcal {H}})}로 가는 단사 복소수 대합 대수 준동형 {\displaystyle \iota \colon A\hookrightarrow \operatorname {B} ({\mathcal {H}},{\mathcal {H}})}. 즉, {\displaystyle \iota }는 단사 함수이며, 복소수 선형 변환이며, (항등원을 보존하는) 환 준동형이며, 대합을 보존한다 (즉, {\displaystyle \iota (a^{*})=\iota (a)*\;\forall a\in A}. 여기서 우변의 {\displaystyle (-)^{*}}는 유계 작용소의 에르미트 수반이다.)

만약 복소수 대합 대수가 그 상이 (작용소 노름으로 정의되는 거리 위상에 대하여) 닫힌집합인 *-표현을 갖는다면, 이를 C* 대수라고 한다.
(마지막 조건을 노름 위상 대신 강한 작용소 위상 또는 약한 작용소 위상에 대한 닫힌집합인 것으로 강화시키면, 대신 폰 노이만 대수의 개념을 얻는다.)
겔판트-나이마르크 정리(Гельфанд-Наймарк定理, 영어: Gelfand–Naimark theorem)에 따르면, 임의의 (추상적 정의에 따른) C* 대수 {\displaystyle A}의 경우, 어떤 복소수 힐베르트 공간 {\displaystyle {\mathcal {H}}} 위의 작용
{\displaystyle \iota \colon A\to \operatorname {B} ({\mathcal {H}},{\mathcal {H}})}
가 존재하며, 또한 이는 단사 함수이자 복소수 선형 변환이자 등거리 변환이며, 또한 수반 연산 {\displaystyle ^{*}}에 대한 준동형이며, 그 상은 C* 대수의 구체적 정의에 부합한다.

### C* 대수의 원소
{\displaystyle A}가 C* 대수라고 하고, {\displaystyle x\in A}라고 하자.
- 만약 {\displaystyle y\in A}가 존재하여 {\displaystyle y^{*}y=x}라면, {\displaystyle x}를 음이 아닌 원소(陰-元素, 영어: nonnegative element)라고 한다. 음이 아닌 원소들의 집합은 볼록 뿔(convex cone)을 이룬다.
- 만약 {\displaystyle x=x^{*}}라면, {\displaystyle x}를 자기 수반 원소라고 한다. 자기 수반 원소의 스펙트럼은 모두 실수이다.
- {\displaystyle xx^{*}=x^{*}x=1}이라면, {\displaystyle x}를 유니터리 원소라고 한다. 유니터리 원소의 스펙트럼의 원소들의 절댓값은 항상 1이다.
- {\displaystyle x}의 스펙트럼 {\displaystyle \sigma (x)\subset \mathbb {C} }는 {\displaystyle \lambda \cdot 1-x}가 가역원이 아니게 되는 {\displaystyle \lambda \in \mathbb {C} }들의 집합이다. 일반적으로, {\displaystyle \sigma (x^{*})={\bar {\sigma }}(x)}이다.
- {\displaystyle x}의 스펙트럼의 절댓값들의 상한 {\displaystyle \sup |\sigma (x)|=\nu (x)}를 {\displaystyle x}의 스펙트럼 반지름이라고 한다. 스펙트럼 반지름은 다음과 같이 정의할 수도 있다.
{\displaystyle \nu (x)=\lim _{n\to \infty }\Vert x^{n}\Vert ^{1/n}}

## 연산

### 직합
유한 또는 무한 개의 C* 대수 {\displaystyle (A_{i})_{i\in I}}가 주어졌다고 하자. 그렇다면, 다음과 같은 복소수 벡터 공간
{\displaystyle {\widehat {\bigoplus }}_{i\in I}A_{i}\subseteq \prod _{i\in I}A_{i}}
{\displaystyle a\in {\widehat {\bigoplus }}_{i\in I}A_{i}\iff \sup _{i\in I}\|a_{i}\|_{A_{i}}<\infty }
위에 균등 노름
{\displaystyle \|a\|_{{\widehat {\bigoplus }}_{i}A_{i}}=\sup _{i\in I}\|a_{i}\|_{A_{i}}}
및 성분별 곱셈
{\displaystyle (ab)_{i}=a_{i}b_{i}\qquad (i\in I)}
을 부여하면, 이는 C* 대수를 이룬다. 이 경우 항등원은
{\displaystyle 1_{{\widehat {\bigoplus }}_{i}A_{i}}=(1_{A_{i}})_{i\in I}}
이다.
물론, 만약 {\displaystyle I}가 유한 집합이라면, 이는 단순히 직합 {\displaystyle \textstyle \bigoplus _{i\in I}A_{i}}과 같다.

### 몫대수
다음이 주어졌다고 하자.
- C* 대수 {\displaystyle A}
- {\displaystyle A}의 양쪽 아이디얼 {\displaystyle {\mathfrak {I}}\subseteq A}. 또한, {\displaystyle {\mathfrak {I}}}가 닫힌집합이라고 하자.

그렇다면, 그 몫환 {\displaystyle A/{\mathfrak {I}}} 역시 C* 대수를 이룬다.

### 행렬 대수
C* 대수 {\displaystyle A} 및 자연수 {\displaystyle n\in \mathbb {N} }에 대하여, 행렬 대수 {\displaystyle \operatorname {Mat} (n;A)}는 {\displaystyle A} 성분의 {\displaystyle n\times n} 정사각 행렬들로 구성되며, 이 역시 C* 대수를 이룬다. 만약 어떤 복소수 힐베르트 공간 {\displaystyle V}에 대하여 {\displaystyle A\subseteq \operatorname {B} (V,V)}라면, {\displaystyle \operatorname {Mat} (n;A)\subseteq \operatorname {B} (V^{\oplus n},V^{\oplus n})}으로 여길 수 있다.
만약 {\displaystyle n=0}일 경우, 이는 자명환이다.

## 성질

### C* 대수 사이의 사상
다음이 주어졌다고 하자.
- (항등원을 갖는) 두 C* 대수 {\displaystyle A}, {\displaystyle B}
- (항등원을 보존하는) 복소수 대합 대수 준동형 {\displaystyle f\colon A\to B}. 즉, {\displaystyle f}는 복소수 선형 변환이자 환 준동형이며, 대합 연산을 보존한다 ({\displaystyle f(a^{*})=f(a)^{*}\;\forall a\in A}).

그렇다면, {\displaystyle f}는 작용소 노름이 1 이하인 유계 작용소이다.
또한, 만약 {\displaystyle f}가 추가로 단사 함수라면, 이는 등거리 변환이다. 즉, {\displaystyle \|a\|_{A}=\|f(a)\|_{B}\;\forall a\in A}이다.
이에 따라, C* 대수와 복소수 대합 대수 준동형들은 구체적 범주 {\displaystyle \operatorname {C*Alg} }를 이룬다.

### 스펙트럼
C* 대수의 원소의 스펙트럼은 항상 공집합이 아니다. 또한, 임의의 C* 대수 {\displaystyle A}의 원소 {\displaystyle a\in A}에 대하여
{\displaystyle \operatorname {sp} (a^{*})=\{{\bar {\lambda }}\colon \lambda \in \operatorname {sp} (a)\}}
이다.
C* 대수의 자기 수반 원소의 스펙트럼은 실수의 부분 집합이다. C* 대수의 유니터리 원소의 스펙트럼은 {\displaystyle \{z\in \mathbb {C} \colon |z|=1\}}의 부분 집합이다.

## 분류
모든 C* 대수는 겔판트-나이마르크 정리에 의하여 어떤 복소수 힐베르트 공간 속의 유계 작용소 C* 대수의 부분 대수로 나타내어진다. 특히, 이 C* 대수를 포함하는 최소의 폰 노이만 대수를 정의할 수 있으며, 원래 C* 대수는 이 폰 노이만 대수의 강한 연산자 위상에서의 조밀 집합을 이룬다. 폰 노이만 대수의 경우 자세한 구조 이론이 알려져 있다.

## 예

### 자명한 C* 대수
한원소 집합 {\displaystyle \{\bullet \}} 위의 유일한 환 구조인 자명환은 C* 대수를 이룬다. 이는 유일한 0차원 C* 대수이다.

### 유한 차원 C* 대수
임의의 유한 차원 C* 대수 {\displaystyle A}는 다음과 같은 꼴이다.
{\displaystyle A=\bigoplus _{i\in I}\operatorname {Mat} (n,n;\mathbb {C} )}
여기서 {\displaystyle \operatorname {Mat} (n,n;\mathbb {C} )}는 작용소 노름이 부여된, {\displaystyle n\times n} 복소수 정사각 행렬들의 C* 대수이다.

### 가환 C* 대수
(항등원을 갖는) 가환 C* 대수 {\displaystyle A}의 스펙트럼(영어: spectrum)은 다음과 같은 집합이다. (이 개념은  C* 대수의 원소의 스펙트럼의 개념과 관계가 없다.)
{\displaystyle {\hat {A}}=\hom(A,\mathbb {C} )\subseteq A^{*}}
즉, {\displaystyle A\to \mathbb {C} } *-준동형들의 집합이다. *-준동형의 작용소 노름은 1 이하이므로,
{\displaystyle {\hat {A}}\subseteq \operatorname {cl} \left(\operatorname {ball} _{A^{*}}(0,1)\right)}
이다. (여기서 우변은 연속 쌍대 공간 {\displaystyle A^{*}}의 닫힌 단위 공이다.)
우변에 약한-* 위상을 주고, 좌변을 그 부분 공간으로 간주하면, 바나흐-앨러오글루 정리에 의하여 {\displaystyle {\hat {A}}}는 콤팩트 하우스도르프 공간을 이룬다. 이 연산은 함자
{\displaystyle {\hat {\color {White}{A}}}\colon \operatorname {comC*Alg} \to \operatorname {CompHausTop} ^{\operatorname {op} }}
를 정의한다. 여기서
- 정의역은 (항등원을 갖는) 가환 C* 대수와, *-준동형들의 구체적 범주이다.
- 공역은 콤팩트 하우스도르프 공간과 연속 함수들의 구체적 범주의 반대 범주이다.

반대로, 다음과 같은 함자
{\displaystyle {\mathcal {C}}^{0}(X,-)\colon \operatorname {CompHausTop} ^{\operatorname {op} }\to \operatorname {comC^{*}Alg} }
를 정의할 수 있다.
- 임의의 콤팩트 하우스도르프 공간 {\displaystyle X}에 대하여,  {\displaystyle {\mathcal {C}}^{0}(-,\mathbb {C} )}는 복소수 값 연속 함수들의 공간이다. 이 위에 ∞-르베그 노름 {\displaystyle \|f\|_{\infty }=\sup _{x\in X}|f|} 및 점별 덧셈 · 곱셈 · 복소수 켤레를 부여하면, 이는 가환 C* 대수를 이룬다.
- 임의의 두 콤팩트 하우스도르프 공간 {\displaystyle X}, {\displaystyle Y} 사이의 연속 함수 {\displaystyle f\colon X\to Y}의 {\displaystyle {\mathcal {C}}^{0}(-,\mathbb {C} )}에 대한 상은 다음과 같다.
{\displaystyle {\mathcal {C}}^{0}(f,\mathbb {C} )\colon {\mathcal {C}}^{0}(Y,\mathbb {C} )\to {\mathcal {C}}^{0}(X,\mathbb {C} )}
{\displaystyle {\mathcal {C}}^{0}(f,\mathbb {C} )\colon \phi \mapsto \phi \circ f}

겔판트 표현 정리(Гельфанд表現定理, 영어: Gelfand representation theorem)에 따르면, {\displaystyle {\mathcal {C}}^{0}(-,\mathbb {C} )}와 {\displaystyle {\hat {\color {White}{A}}}} 함자는 사실 두 범주 {\displaystyle \operatorname {comC*Alg} }와 {\displaystyle \operatorname {CompHausTop} ^{\operatorname {op} }} 사이의 범주의 동치를 정의한다.
특히, 모든 (항등원을 갖는) 가환 C* 대수 {\displaystyle A}에 대하여
{\displaystyle A\cong {\mathcal {C}}^{0}({\hat {A}},\mathbb {C} )}
이며, 모든 (항등원을 갖는) 가환 C* 대수 {\displaystyle A}는 위와 같은 꼴로 (유일하게) 표현된다.

### 유계 작용소 대수
임의의 복소수 힐베르트 공간 {\displaystyle V} 위의 모든 유계 작용소들의 집합 {\displaystyle \operatorname {B} (V,V)}은 함수의 합성을 곱셈으로 삼을 때 C* 대수를 이룬다. (이는 특히 I종 인자 대수이다.) 특히, 만약 {\displaystyle V=\mathbb {C} ^{n}}가 유한 차원이라면, 이는 {\displaystyle n\times n} 복소수 행렬들로 구성된다.

### 콤팩트 작용소 대수
임의의 복소수 힐베르트 공간 {\displaystyle V} 위의 모든 콤팩트 작용소들의 집합 {\displaystyle \operatorname {K} (V,V)}은 {\displaystyle \operatorname {B} (V,V)}의 닫힌 양쪽 아이디얼을 이루며, 이에 대한 몫환
{\displaystyle {\frac {\operatorname {B} (V,V)}{\operatorname {K} (V,V)}}}
은 C* 대수를 이룬다. 이를 콜킨 대수(영어: Calkin algebra)라고 한다.

## 응용
C* 대수의 이론은 양자장론을 수학적으로 엄밀하게 정의하려는 시도에 사용된다.
겔판트 표현에 의하여, 가환 C* 대수는 콤팩트 하우스도르프 공간에 대응되며, 만약 항등원을 가져야 하는 조건을 생략한다면, 이는 국소 콤팩트 하우스도르프 공간에 대응된다. 이에 대하여, 일반적 (비가환일 수 있는) C* 대수 역시 일종의 ‘공간’으로 여길 수 있다. 이러한 수학적 분야를 비가환 기하학이라고 한다.

## 같이 보기
- 바나흐 대수
- 작용소 K이론

## 참고 문헌
- Arveson, William (1976). 《An invitation to C*-algebras》. Graduate Texts in Mathematics (영어) 39. Springer. doi:10.1007/978-1-4612-6371-5. ISBN 978-1-4612-6373-9. ISSN 0072-5285. MR 0512360. Zbl 0344.46123.
- Sakai, Shôichirô (1971). 《C*-algebras and W*-algebras》. Classics in Mathematics (영어) 60. doi:10.1007/978-3-642-61993-9. ISBN 978-3-540-63633-5. ISSN 0071-1136. MR 1490835.
- Kadison, Richard V.; Ringrose, John R. (1997). 《Fundamentals of the theory of operator algebras. Volume I: elementary theory》. Graduate Studies in Mathematics (영어) 15. American Mathematical Society. ISBN 978-0-8218-0819-1.
- Kadison, Richard V.; Ringrose, John R. (1997). 《Fundamentals of the theory of operator algebras. Volume II: advanced theory》. Graduate Studies in Mathematics (영어) 16. American Mathematical Society. ISBN 978-0-8218-0820-7.
- Weaver, Nik (2007년 3월). “Set theory and C*-algebras”. 《Bulletin of Symbolic Logic》 (영어) 13 (1): 1–20. arXiv:math/0604198. Bibcode:2006math......4198W. ISSN 1079-8986. JSTOR 4145599.